# کیمریج
کیمریج (به انگلیسی: Kimmeridge) یک روستا و محله مدنی در بریتانیا است که در Purbeck واقع شده‌است. کیمریج ۹۰ نفر جمعیت دارد.